# Psychological Science
Psychological Science, revue phare de l'Association for Psychological Science, est une revue scientifique mensuelle à comité de lecture publiée par SAGE Publications. Elle est considérée comme l'une des revues les plus influentes en psychologie. 

## Caractéristiques
Psychological Science publie des rapports de recherche et de courts commentaires. La revue publie des articles de recherche de pointe, des rapports courts et des rapports de recherche couvrant l'ensemble du spectre de la science de la psychologie. Psychological Science est une revue d'intérêt général qui publie des articles ayant une signification théorique générale et un large intérêt dans le domaine de la science psychologique. Les articles incluent des sujets de psychologie cognitive, psychologie sociale, psychologie du développement et de la psychologie de la santé, aussi bien que des neurosciences comportementales et de la biopsychologie. La revue publie également des études qui utilisent des méthodologies de recherche novatrices et des techniques d'analyse innovantes. Son éditeur est D. Stephen Lindsay de l'Université de Victoria, en Colombie-Britannique, Canada. 
Publiée mensuellement, la revue paraît en ligne et sous forme imprimée avec des articles paraissant d'abord en ligne  publiés chaque semaine sur le site web de la revue. En plus d'un grand nombre d'abonnés institutionnels dans le monde entier, les 25 000 membres de l'Association for Psychological Science reçoivent la revue dans le cadre de leur adhésion.

## Éditeurs précédents
- Eric Eich, Université de la Colombie-Britannique (2012-2015);
- Robert V. Kail, Université Purdue (2007-2012);
- James E Cutting, Université Cornell (2003-2007);
- Sam Glucksberg, Université de Princeton (1999-2003);
- John F. Kihlstrom, Université de Californie, Berkeley ;
- William Kaye Estes (en), Université de l'Indiana